# Vitis lanceolatifoliosa
Vitis lanceolatifoliosa — вид ліан  з роду Виноград (Vitis). Є ендеміком для Китаю (провінції: Гуандун, Хунань, Цзянсі). Росте у лісах, чагарниках, біля струмків та на схилах пагорбів, на висоті від 600 до 800 метрів над рівнем моря.

## Опис
Гілки спіральні, густорубігінно-ланатні. Вусики роздвоєні. Листки пальчасті, еліптичні, плівчасті, від 1,8 до 2,5 мм завдовжки і від 1 до 1,3 мм завширшки. Черешок 3-5 см, з щільним павутинним покривом. Квітконіжка розміром від 1 до 1,3 мм. Бруньки оберненояйцеподібні, розміром від 1,7 до 2,8 мм. Ягоди кулясті, від 8 до 10 мм в діаметрі. Цвіте у травні, а плодоносить з серпня по вересень.